# Národní park Lobéké
Národní park Lobéké je jedním z devatenácti národních parků na území Kamerunu. Jeho rozloha činí 2 178 km² a leží v okrese Moloundou ve Východním regionu. 
Byl založen v říjnu 1999. Spolu s národními parky Dzanga-Ndoki ve Středoafrické republice a Nouabalé-Ndoki v Konžské republice je součástí komplexu Sangha Trinational, zařazeného roku 2012 na seznam přírodního Světového dědictví UNESCO. Na území parku žijí Pygmejové z etnika Baka.
Park leží v Konžské pánvi a většinu jeho plochy pokrývá tropický deštný les, nacházejí se zde také četné bažiny. Vyskytuje se zde 764 druhů rostlin, např. vlnovec, ebenovité, Entandrophragma cylindricum, Xylopia flamignii a Triplochiton scleroxylon. Národní park je útočištěm početných populací slona pralesního a gorily nížinné. Žije zde také šimpanz učenlivý, bongo lesní, levhart skvrnitý, kočkodan bělonosý, chocholatka žlutohřbetá nebo štětkoun africký. Lobéké je zařazeno mezi významná ptačí území, hojnými druhy jsou zde kukačka žlutohrdlá, papoušek šedý, ledňáček čokoládový a holub africký.
V roce 2021 oznámila kamerunská vláda plán na výstavbu silnice do národního parku. Oficiálně má projekt sloužit k boji proti pytláctví, ochránci přírody se však obávají, že spíše usnadní drancování přírodního bohatství regionu.